# Холл, Томас(ин)
Томас Холл (англ. Thomas Hall), имя при рождении Томасин Холл (англ. Thomasine Hall; около 1603 года — после 1629 года) — английский интерсекс-человек, живший в колониальной Виргинии. Тот факт, что он носил то женскую, то мужскую одежду и имел связь с горничной спровоцировал скандал в 1629 году. Холл подвергся физическому осмотру, и дело было передано в суд Джеймстауна, который постановил, что Холл был мужчиной и женщиной и обязан носить и мужскую и женскую одежду одновременно.
В научной литературе по этому делу имя Холла обычно пишется как «Thomas(ine)» или «Thomas/ine».

## Ранние годы
Согласно словам самого Холла, он родился в Ньюкасл-апон-Тайне и при рождении его окрестили как Томасин Холл. Холла воспитывали как девочку и он  приобрел навыки традиционно женских ремесел, таких как рукоделие. В возрасте двенадцати лет Холл был отправлен в Лондон, к тёте, где прожил десять лет.
В начале 1620-х Холл стал одеваться как мужчина, чтобы последовать за братом на военную службу. Затем Холл служил в армии Англии и Франции. После чего Холл вернулся в Плимут, и стал вновь жить как женщина, какое-то время зарабатывая себе на жизнь рукоделием.

## Переселение
Примерно в 1627 году Холл снова надел мужскую одежду, покинул Англию и поселился в Джеймстауне и стал зарабатывать себе на жизнь в качестве наемного рабочего. Ища другие возможные пути заработка, Холл переехал в небольшое поселение в Варросквиоаке, деревню в штате Виргиния, в 1620-х годах с населением менее 200 человек, основанную на месте старой индейской деревни вдоль реки Джеймс. В деревне располагались две табачные плантации и табачники, нуждающиеся в рабочих, предпочитали нанимать мужчин.

## Гендерный скандал
Холл, хотя и представлялся людям в новом месте жительства мужчиной, изредка носил женскую одежду, что сбивало с толку соседей, хозяев и работников плантации. Предположительно, Холл имел сексуальные отношения и с женщинами и с мужчинами вне зависимости от того, одежду какого пола он в этот период носил. Например, предполагается, что Холл имел сексуальные отношения с горничной по прозвищу «Большая Бесс», которая работала на бывшего губернатора Виргинии Ричарда Беннета. В то время это был вопрос уголовной ответственности: как мужчина, Холл мог быть привлечен к уголовной ответственности за сексуальные отношения со служанкой.
Жители Варроскуйоаке жаловались, что изменение Холлом одежды и сексуальных отношений с представителями обоих полов вызывало беспорядки. Из-за отсутствия в деревне суда или церкви, для решения вопроса с определением пола Холла, эту задачу поручили замужним женщинам деревни, которые утверждали, что способны отличить мужское от женского тела. Три женщины — Элис Лонг, Дороти Родс и Барбара Холл — были выбраны для исследования анатомии Холла. Неоднократно они заходили в его дом, когда тот спал, и рассматривали его гениталии. В итоге они решили, что Холлу не хватает «читаемого набора женских гениталий», и убедили хозяина плантации, где работал Холл, Джона Аткинса, подтвердить их вывод. Аткинс ранее утверждал, что Холл был женщиной, но после осмотра Холла во время сна, согласился, что Холл был мужчиной, увидев «небольшой кусок плоти, торчащий из его тела».
Аткинс приказал Холлу носить исключительно мужскую одежду и призвал самого известного в деревне плантатора, капитана Натаниэля Басса, наказать Холла. Басс встретился с Холлом и прямо его спросил, был ли тот мужчиной или женщиной. Холл утверждал, что является и тем и тем, «хотя у него был маленький пенис». Холл сказал, что он был всего 2,5 см в длину и не функционировал. В то время это считалось достаточным основанием для определения человека в женский пол, и Басс решил, что Холл не был мужчиной по-настоящему. Это означало, что Холл не мог быть привлечен к ответственности за сексуальные действия с Большой Бесс.

### Суд
Жители деревни решили передать дело в суд Джеймстауна, как это делали христиане в Европе в аналогичных ситуациях. По описанию Элизабет Рейс, «решение, соответствующее законам, основанным на Священных Писаниях, в толковании комментариев Талмуда и в соответствии с европейскими обычаями раннего Нового времени «заставляло человека выбирать либо мужской, либо женский пол».
Дело Холла было передано в суд 8 апреля 1629 года. Председательствовал губернатор Джон Потт, и суд заслушал мнение нескольких свидетелей, а также Холла. В отличие от аналогичных европейских дел суд постановил, что Холл имел «двойственную природу» пола, или то, что сейчас называется как «интерсекс». До времен Холла любой человек, которого суд признал «мужчиной и женщиной», был вынужден принять постоянную мужскую или женскую роль. Вместо этого, в качестве наказания за прежнюю гендерную неопределенность и чередование идентичностей, суд отказал Холлу в свободе выбора единой гендерной идентичности и обязал его ходить в одежде состоящей из элементов как мужской так и женской одежды.
Больше ничего не известно ни о жизни Холла, ни о том, как долго применялось правило двуполой одежды.